# 小作人
小作人（こさくにん）とは、農業生産資本である田畑を保有する地主が、生産手段としての土地を持たない農奴を強制的に農作物生産に従事させる生産形態の被支配身分。小作人は時代や地域により隷属性が緩和され或は逆に強まった。
田畑の所有者である地主が小作人（こさくにん、農村奉公人或いは地主使用人とも呼ばれる）に土地を耕作させ、成果物である米や麦などの農作物から公儀への租税分と地主の地代を足した小作料（こさくりょう）を上納させる身分体系を指す。小作人は、諸外国では農奴、奴隷（時代によって奴隷から農奴へ）と呼ばれる下層身分。
戦後連合国軍最高司令官総司令部は、地主と小作人の身分体制が日本の軍国主義に加担したとして、日本列島本土の農地改革を行った。「農村では, 地主と小作人との関係を根本から改める農地改革が行われた。村に住んでいない地主（不在地主）の全耕地と在村地主の約1ha（北海道は4ha）以上の耕地は国が買い上げて, もとの小作人に安く売りわたした。」「農地改革については, 日本政府が策定した第1次改革は不徹底で, GHQ勧告により, 在村地主の所有限度を小作地1町歩（北海道は4町歩）・自作地と小作地の合計3町歩（北海道は12町歩）に制限し, それをこえる分を政府が買収し, 小作人に売り渡す第2次改革が実施され, 1950年に終了した。」

## 歴史

### 安土桃山時代まで
古代天皇国家の下では荘園の土地は領主の所有であり荘園の耕作人は奴婢（奴隷，後代の小作人より強い隷属性）と呼称された。天皇朝廷の支配が崩壊して以降、在地の支配力を欠く領主の下で惣村等が成立して耕作実態に基づき農地は領主の所有でないとの一般通念が拡がり、領主は年貢を徴税する権利を在地領主は加地子を収得する権利を持ち、農地の所有者は農家（自作農）と見なす様になった。

### 江戸時代
1643年には江戸幕府によって農家間で田畑の売買を禁止する田畑永代売買禁止令が公布された。これは富農家が貧農家から土地を買い集め、農村が崩壊することを恐れたためであるが、抜け道が在り現実には地主に因る田畑の兼併は行われていたし、ムラには大地主の田畑を耕作する多数の小作人（農家奉公人、地主使用人、農奴）が存在した。
その後、身分固定社会・格差固定社会の下で田畑や世帯を維持出来ぬ程に困窮する農家が増大し、多くの地方でムラ構成員の下半分に当たる中下層の家は大半が資産を庄屋等の富裕農家に奪われ断絶し庄屋に代表される上層農家の分家に置き変わっていった。田畑永代売買禁止令では田畑の質入を禁止しておらず、また元禄期に発令された質地取扱の覚により質流れが実質的に認められたことで田畑の売買が行われ田畑永代売買禁止令は有名無実であった。

### 戦前
明治維新期に行われた地租改正と、田畑永代売買禁止令の廃止により地主による土地の兼併が進行した。地租改正により土地所有者は金銭によって税金を払う義務が課せられることになったが、貧しい農民には重い負担であり裕福な者に土地を奪われ小作人に身分を落としていった。
地主は質屋などの金融業を兼業し、小作人を中心に金銭の貸付を行う事が多く、これにより、農村内での貧富の差は更に酷い物と成った。収奪した富を商工業に投資し、近代的な資本家に転換した地主もいる。
小作料その他のことで小作人と地主との間では小作争議が起こり、第一次世界大戦後の経済恐慌をきっかけに激増する。争議件数は大正末期に一時減少、昭和恐慌のころからふたたび増加したが、戦時体制の中で衰退した。小作争議への対処として、1924年に小作調停法が公布、施行された。これは、小作争議の当事者の申立てにより裁判所が調停をおこなう制度であり、調停が成立しさらに裁判所が認可した場合には、調停条項の不履行に対しては強制執行が行うものだった（1951年、民事調停法の成立により廃止）。

### 戦後
太平洋戦争（第二次世界大戦）後、連合国が日本列島や沖縄を統治した時期にGHQは、主人たる地主に小作人が強く隷属する身分体制が日本の軍国主義に加担したとして日本列島本土の農地改革を行った。この改革により地主が所有していた農地はハイパーインフレにより没収同然の非常に安価な価格で買い上げられ、小作人に安価な値段で売り渡された。この改革では「北海道旧土人保護法」による「給与地」まで対象とされた。
山林などは例外として対象に含まれず、これを以て完全に解体されたわけではないとの見解もあるが、林業経営が50年 - 100年といった長期間にわたり多額の投資（間伐など人工林の育成経費の支出）を行い収益を得る性格上、資本力を持つ地主が直接、企業的な経営を行っているものがほとんどであること、また、1970年代以降の外国での有余った輸入材の増加に伴う木材価格の暴落により、採算に見合う山林の大部分が消滅したことなどから、それ以降は日本林業の殆どが形骸化したとも言える。
沖縄県および鹿児島県奄美群島などは、太平洋戦争終結以降アメリカの施政権下となったため、農地改革が行われなかった。

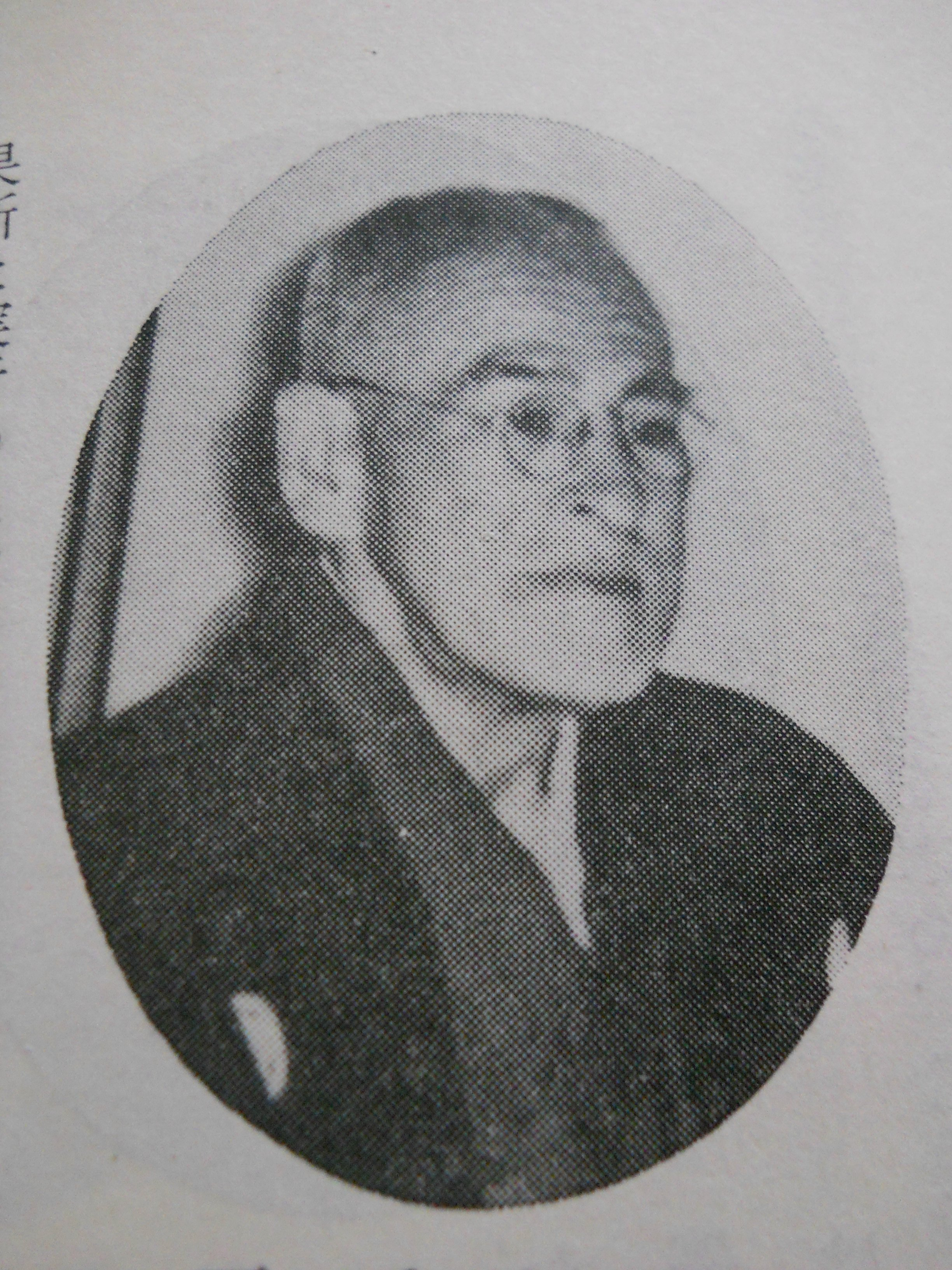
庄司廉
（鳥取県西伯郡渡村の豪農・大地主）

## 関連書籍
- 福島大学経済学会編 『寄生地主制の研究』 御茶の水書房 1955年
- 塩沢君夫、川浦康次 『寄生地主制論: ブルジョア的発展との関連』 第2版 御茶の水書房 1979年8月